# Dolmayrac
Dolmayrac é uma comuna francesa na região administrativa da Nova Aquitânia, no departamento de Lot-et-Garonne. Estende-se por uma área de 19,4 km². Em 2010 a comuna tinha 729 habitantes (densidade: 37,6 hab./km²).